# Waldemar Glinka
Waldemar Glinka (ur. 9 stycznia 1968 w Jeleniej Górze) – polski lekkoatleta, długodystansowiec.

## Osiągnięcia
Reprezentant GLKS Świdnica. Olimpijczyk z Aten (2004) w maratonie. W I lidze PE odniósł zwycięstwo w biegu na 3000 m (1996 – 8:04,99 s.). 8-krotny mistrz Polski (1500 metrów, 5000 metrów, 10 000 metrów, półmaraton, maraton, przełaje).
Jego trenerem był m.in. Edward Listos.

## Rekordy życiowe
- bieg na 1500 metrów – 3:38,61 s. (9 czerwca 1993, Sopot[2])
- bieg na 3000 metrów – 7:56,09 s. (1993)
- bieg na 5000 metrów – 13:51,79 s. (1998)
- bieg na 10 000 metrów – 28:53,88 s. (1996)
- półmaraton – 1:03:22 s. (7 września 2003, Piła)[3]
- maraton – 2:11:40 s. (17 grudnia 2000, Hōfu) – 20. wynik w historii polskiej lekkiej atletyki[3]